# Aconitază

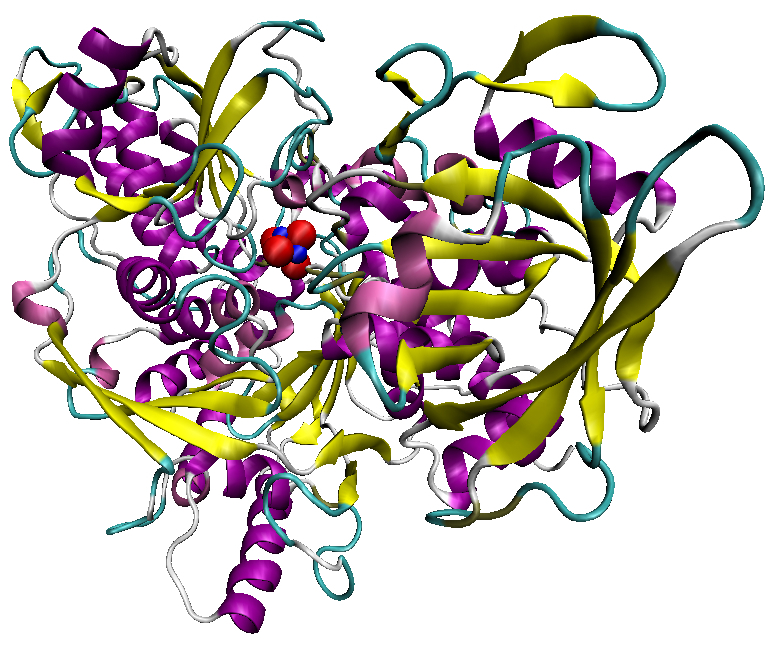
Structura aconitazei

Aconitaza (sau aconitat hidrataza) (EC 4.2.1.3 ) este o enzimă din clasa liazelor care catalizează reacția de izomerizare stereo-specifică a citratului la izocitrat, prin intermediul cis-aconitatului, proces care are loc în ciclul Krebs.
Reacția chimică poate fi reprezentată în două etape:
1. {\displaystyle \rightleftharpoons }  + H2O
2. + H2O {\displaystyle \rightleftharpoons }